# Galicia Cinegráfica
Galicia Cinegráfica foi uma produtora cinematográfica galega fundada por Xosé Gil y Gil em 1922, que dedicava-se fundamentalmente à produção de filmes familiares, publicitários, turísticos e para instituições. A partir de 1929 realizou um noticiário da Galiza que era distribuído pelas salas galegas e nos centros galegos de Espanha e da América.

## Filmes
- Galicia y Buenos Aires (1931), documentário comissionado por emigrantes da comarca do Condado.
- Galicia y sus balnearios (1931), filme publicitário exibido em transatlânticos.